# Rosario Rowing Club
El Rosario Rowing Club es una institución social de la ciudad de Rosario, Argentina. Está emplazada en la zona norte de la ciudad a orillas del río Paraná. Su principal actividad es el remo, aunque en los últimos años deportes como el futsal y el tenis están teniendo un gran crecimiento entre sus asociados. Fundado por ingleses empleados del ferrocarril es el decano de los clubes náuticos del interior del país.

## Historia
El 30 de junio de 1887 mediante acta constitutiva se funda en Pueblo Alberdi el Rowing Club del Rosario. La mayoría de sus fundadores eran de origen inglés empleados del Ferrocarril.

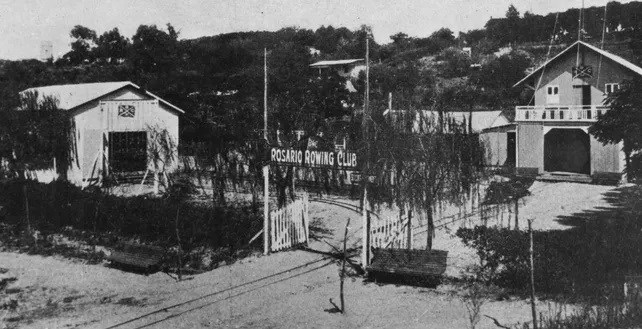
Fachada del club a comienzos del siglo XX

El primer local social se ubicó en la bajada Puccio y la llamada calle del Bajo, sobre la costa del Paraná, frente a la Isla de los Bañistas. Al año siguiente fue adquirida una parte de dicha isla, que posteriormente quedaría unida a la costa a través de tierras ganadas al río.
Transcurridos 10 años desde su fundación, y luego que las instalaciones originales fueron abandonadas, un grupo de socios adquieren los bienes que quedaban del Rowing Club del Rosario y deciden refundar el club el 8 de diciembre de 1897 bajo la denominación Club Internacional de Regatas Alberdi. Los nuevos estatutos se fijan en 1901 y en el mismo se detalla: «Los colores del Club serán: blanco y azul y la bandera será azul con dos listas blancas diagonales – quedando las iniciales del Club de color blanco sobre fondo azul». Luego los colores serían reemplazados por el verde y blanco utilizados en la actualidad, y se agregarían dos remos cruzados en el ángulo inferior de la bandera. El 18 de febrero de 1913, bajo la presidencia del señor Alfredo J. Rouillón se registra la fusión del Club Internacional de Regatas Alberdi con el Club del Progreso, y en esa misma asamblea se adopta el nombre definitivo de Rosario Rowing Club.

## Instalaciones

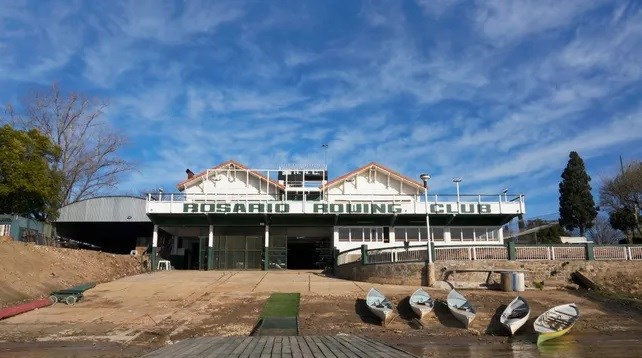
Planta alta: Terraza del salón principal.
Planta baja: galpón de botes con bajada al río Paraná.

Al día de hoy el Rosario Rowing Club cuenta con amplias instalaciones concentradas en su emplazamiento original en Alberdi, en un predio de alrededor de 18.000 metros cuadrados, cuya construcción definitiva empezó en la década del 50 y se completó hacia 1987.
Un hito importante en su historia se dio en 1993, cuando se firmó con el entonces gobernador de la provincia Carlos Alberto Reutemann, la escritura de donación, por la cual el club pasó a ser el propietario de todas sus instalaciones.

## Deportes

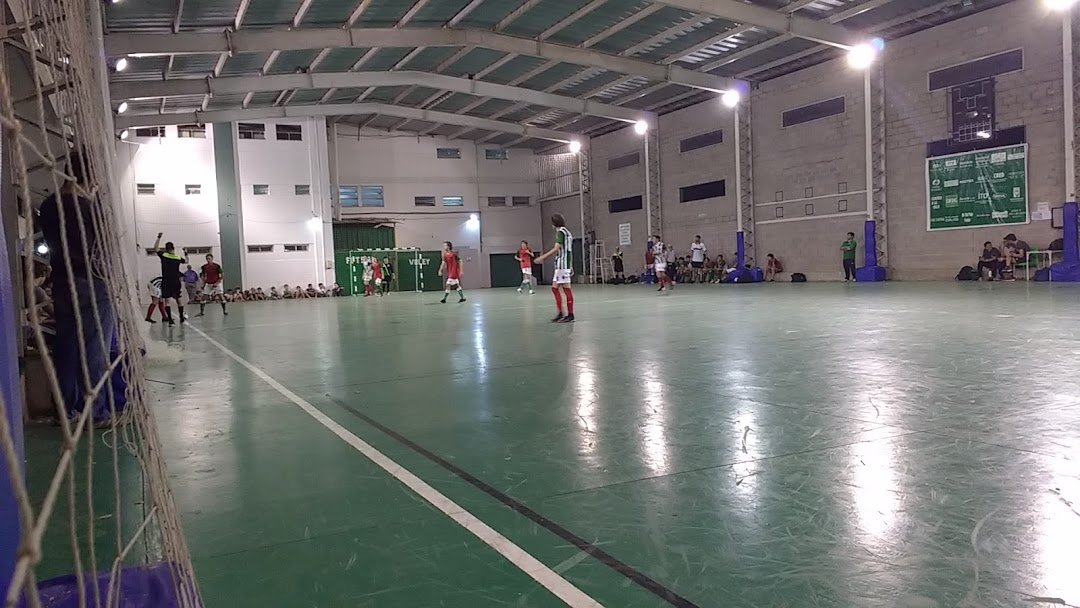
Estadio cubierto

Desde sus inicios el deporte madre del club siempre fue el remo. Hoy en día el Rosario Rowing ofrece una amplia opción de deportes a sus asociados, siendo los que más crecieron en los últimos años el tenis y futsal. También se practican otras disciplinas deportivas como voleibol, hockey sobre césped, futbol de campo, natación, navegación a vela y optimist.

## Cruce del río Paraná a nado
El 1 de febrero de 1940 por iniciativa de socios del club se realiza el primer cruce a nado del río Paraná. Esta tradicional competencia que se realiza todos los años organizada por el club, es considerada la tercera prueba de aguas abiertas más antiguas del mundo.

## Deportistas destacados
Mary Terán de Weiss: A los 7 años comenzó a practicar tenis en el club, donde su padre era el encargado del bufé. También era una buena nadadora. A los 15 se animó a cruzar el río Paraná nado. Durante su campaña deportiva, Mary disputó 1.100 partidos internacionales de tenis, de los que ganó 832 (entre individuales, dobles, damas y dobles mixtos), de estos triunfos 28 fueron en certámenes internacionales, entre ellos el Plate de Wimbledon. Fue número uno de Argentina en 1941, 1944, 1946, 1947 y 1948. Ganó dos medallas de oro y una de bronce en los Primeros Juegos Panamericanos disputados en Buenos Aires en 1951, siendo una de las grandes figuras de este torneo. En esta época se la consideraba una de las mejores veinte tenistas del mundo.
María Gabriela Best: es una de las mejores remeras argentinas. Comenzó su carrera deportiva en 1999 en Rosario Rowing Club, luego representaría a otros clubes del país. En su exitosa trayectoria se pueden enumerar los siguientes logros: 20 campeonatos argentinos, 13 campeonatos sudamericanos, campeonatos panamericanos, participó en 2 juegos olímpicos (Beijing 2008 y Londres 2012) y 3 medallas de oro en el Festival Deportivo Panamericano. Además en 2009 fue premiada por el Círculo de Periodistas Deportivos de Buenos Aires con el Olimpia de Plata.